# Köttklubba

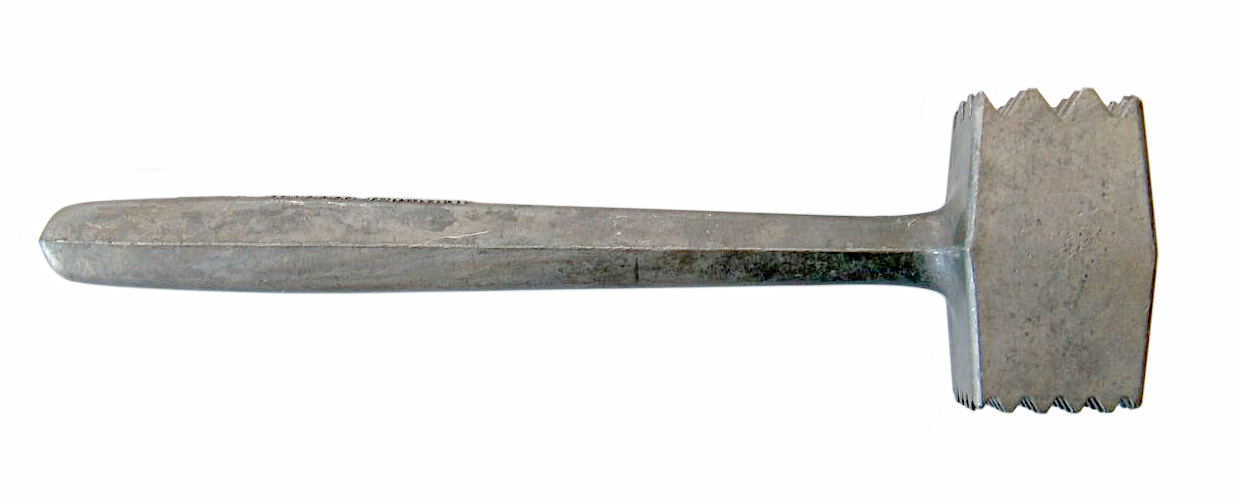
Köttklubba

Köttklubba är ett köksredskap som används för att möra kött. Köttklubban har i regel en sida med grova piggar på klubbhuvudet, och en slät eller yxeggad sida.
Köttklubba kan användas vid tillagning av schnitzel.